# Glycophilie

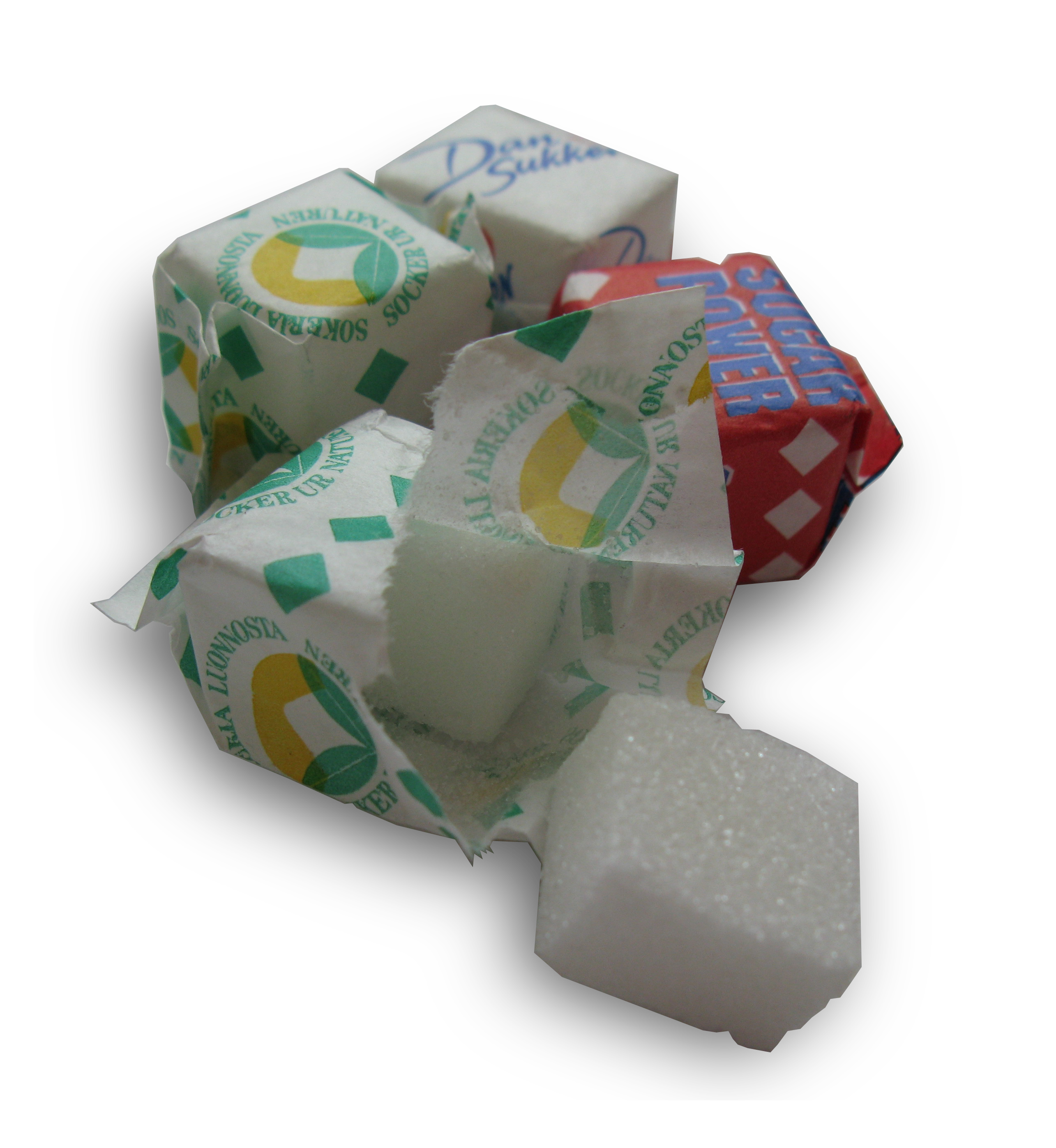
Sucre.

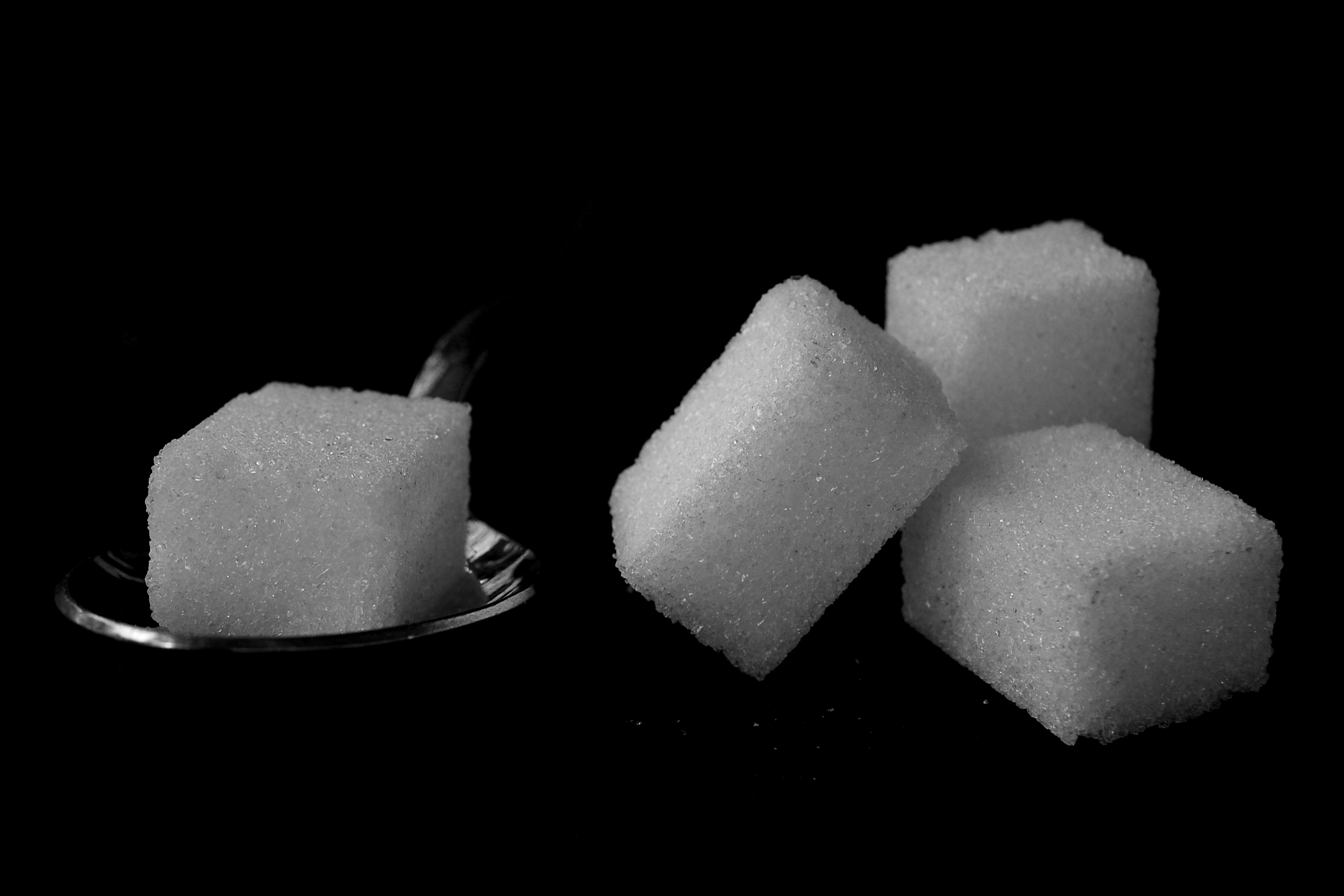
Sucre en morceaux.

La glycophilie est l'art de collectionner les emballages de sucre pleins. Le collectionneur et l'amateur de sucres emballés sont des glycophiles.
La périglycophilie est l'art de collectionner les emballages de sucre vides. Le collectionneur et l'amateur d'emballage de sucres sont des périglycophiles.

## Historique du mot
Le nom est apparu officiellement en 1968 dans le bulletin Cartes postales et collections. Le terme est inscrit dans le Quid uniquement en 1982.
Un glycophile collectionne les emballages de sucre pleins tandis qu'un périglycophile collectionne les emballages de sucre vides.